# Tyta obscurosa
Tyta obscurosa är en fjärilsart som beskrevs av Arnold Spuler 1907. Tyta obscurosa ingår i släktet Tyta och familjen nattflyn. Inga underarter finns listade i Catalogue of Life.